# Ваилеа (Гавайи)
Ваилеа (англ. Wailea) — статистически обособленная местность в округе Мауи, штат Гавайи, США

## История
Название происходит от англ. «water of Lea» — рус. Вода Леи — богини процесса создания каноэ.
Изначально являлось рыболовным поселением. Сообщество было создано в 1971 году. До 2010 года было частью статистически обособленной местности Ваилеа-Макена.

## География
Площадь составляет 27,8 кв. км, из которых суша — 19,3 кв. км, водная поверхность — 8,5 кв. км, т. е. 30,7 % всей площади.

## Экономика
Экономика региона основана на туристическом бизнесе. Основными работодателями являются отели.